# Olșanka, Dzerjînsk
Olșanka (în ucraineană Ольшанка) este localitatea de reședință a comunei Olșanka din raionul Dzerjînsk, regiunea Jîtomîr, Ucraina.

## Demografie
Componența lingvistică a localității Olșanka
     Ucraineană (98,17%)
     Rusă (1,83%)
Conform recensământului din 2001, majoritatea populației localității Olșanka era vorbitoare de ucraineană (98,17%), existând în minoritate și vorbitori de rusă (1,83%).